# Crest Jazz
 (novembre 2020).
Crest Jazz est un festival de Jazz créé et organisé chaque été depuis 1976, par l’association Crest Jazz, à Crest, dans la Drôme.

## Description
Le festival a été créé en 1971 à Crest. À partir de 1976, un collectif appelé « Festival de la Vallée de la Drôme » crée un festival complet visant à promouvoir les activités culturelles autour du Jazz,. Le collectif rassemble aujourd'hui un comité d’administration de 21 personnes auxquelles s'ajoutent 130 bénévoles pendant le festival.
À partir de l'édition 2021, le festival est renommé : le « Crest Jazz vocal » devient le « Crest Jazz ».
Le festival a lieu chaque été entre fin juillet et début août, et s'organise autour de différentes activités, :
- Le festival : la grande scène, en plein air, accueille les artistes les plus reconnus[9],[10],[11] tels que Nina Simone, Ray Charles, Thomas Dutronc, Claude Nougaro, Dhafer Youssef, Michel Legrand, Michel Jonasz, Youn Sun Nah, Cesaria Evora, Emile Parisien…). Sa jauge est de 2 000 places[12].
- Le concours : la scène du concours accueille le concours international de Jazz Vocal[13],[14]. Chaque année, 8 groupes se disputent le 1er prix[15]. Parmi les anciens lauréats se trouvent par exemple Leïla Martial en 2012[16] et Marie Mifsud (prix du Public) en 2016[17].
- Les stages : l’école Royannez accueille les stages de Jazz Vocal : près de 150 stagiaires venus de la France entière et de l’Europe pour participer à des stages animés par 12 professeurs[18],[19].
- La médiathèque de Crest accueille des conférences sur le thème du Jazz[20].
- Sensibilisation des plus jeunes : concerts à destination des 6/10 ans.

En complément du festival, l'opération « Jazz au village » est organisée en collaboration avec des villages de la vallée de la Drôme pour proposer des concerts dans toute la vallée (Chabrillan, Die, Puy-Saint-Martin, Grane, Aouste-sur-Sye...).
L'édition 2020, initialement prévue du 24 juillet au 1er aout 2020 a dû être annulée à cause de la pandémie de Covid-19. À la place se sont tenues trois soirées concerts (du 7 au 9 août) en plein air dans la cour de l’école Royannez au centre-ville.